# Superhjälte
En superhjälte, av engelskans superhero, är i populärkulturen en hjältetyp med övermänskliga förmågor (så kallade superkrafter). Företeelsen har sitt ursprung i nordamerikanska tecknade serier, framför allt från förlagen DC Comics och Marvel Comics (Superman, Batman, Wonder Woman, Spider-Man, Hulk, X-Men, och många andra).

## Vanliga drag i superhjälteberättelsen
- Överdrivna eller övernaturliga förmågor (superkrafter), till exempel flygförmåga, övernaturlig styrka, förstärkta sinnen, förmåga att skjuta energistrålar, kontrollera vädret, osynlighet, telepati, teleportation eller förmåga att läka. Förmågorna kan vara medfödda (Superman, Quicksilver), ha fåtts genom en olycka eller omvälvande händelse (Spindelmannen, Hulken), genom tekniska hjälpmedel (Iron Man, Booster Gold), magiska föremål (Juggernaut), eller på andra sätt. Seriehjältar utan superkrafter, som Batman och Ozymandias, bör enligt många mera korrekt kallas för maskerade hjältar.
- Superskurkar, med krafter liknande superhjältarnas, men som i stället kämpar på det ondas sida.
- Stiliserade och uppseendeväckande dräkter, som avspeglar superhjältens eller superskurkens krafter och personlighet. Vanliga beståndsdelar är heltäckande trikåer och mantel.
- Ett stiliserat, beskrivande namn, som "Superman" (Stålmannen/Övermänniskan), "Batman" (Läderlappen), "Wonder Woman" (Mirakelkvinnan), "Beast" (Odjuret), "Pariah" (Den Utstötte) eller "Harbinger" (Ödesbringaren).
- En hemlig identitet, som skapar en konflikt mellan superhjälterollen och rollen som vanlig person. Många superhjältar uppträder maskerade.
- En tydlig och stiliserad drivkraft bakom sitt agerande, som till exempel skuldkänslor (Spider-Man), hämnd (Punisher), ärlighet och redbarhet (Superman), profit (Booster Gold), eller vetenskaplig nyfikenhet (Mr. Fantastic).
- Rutinmässig bekämpning av kriminalitet i samarbete med, eller utanför rättsväsendet.
- En stiliserad bakgrundshistoria (engelska origin story), som förklarar både hjältens superkrafter och inre drivkrafter.
- Ärkefiender och gallerier av fiender som hjälten regelbundet slåss emot.
- En svaghet som stundtals kan göra superhjälten sårbar (se till exempel kryptonit).
- En samhällsställning som ger hjälten gott om tillfällen att bekämpa superskurkar utan att deras hemliga identitet avslöjas, till exempel rik playboy, tidningsreporter eller hemlig agent.
- Ett hemligt högkvarter eller bas.

## Kategorisering av superhjältar

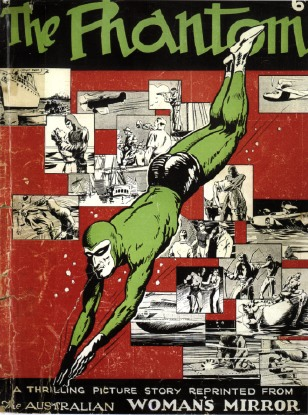
Fantomen är en detektivhjälte.

Många, men inte alla, superhjältar faller in i en eller flera av nedanstående kategorier:
- Den starka, osårbara superhjälten, ofta med en kraftig kroppshydda, som med sin fysiska styrka har rollen av en infanterisoldat i strider. Exempel: Hulken, Sasquatch från Alpha Flight, Superman, Thing, Wolverine, The Maxx.
- Hjälten med magiska eller mentala förmågor, som kan manipulera omvärlden utan direkt fysisk påverkan. Exempel: Storm och Jean Grey från X-Men, Shaman från Alpha Flight, Dr. Fate och Dr. Strange.
- Superhjälten som kan förändra egenskaper hos sin egen kropp, till exempel storlek, form eller utseende. Exempel: Mystique, Shadowcat, Sandman, Mr. Fantastic, Invisible Woman, Plastic Man.
- Detektivhjälten, som främst arbetar med att samla ledtrådar som leder till seger över fienden. Sådana hjältar saknar ofta övernaturliga förmågor. Exempel: Batman och Fantomen.

## Superhjältegrupper
Som den första superhjältegruppen brukar vanligen Justice Society of America, skapad 1940, nämnas.
Under 1960-talet, vad som kallas de amerikanska serietidningarnas silverålder, började förlagen sammanföra etablerade och nya hjältar i brottsbekämpande sällskap. Bland föregångarna märks DC Comics' Lagens väktare (1960) och Marvel Comics' Fantastic Four (1961), X-Men (1963) och Avengers (1963), och bland senare grupper märks, bland många andra, Alpha Flight (1979), Power Pack (1984), Defenders of the Earth (1986), Excalibur (1987), Generation X (1994), The Authority (1999) och Exiles (2001).

## Stilistiska drag
Stilistiskt sett handlar superhjälteberättelsen om kampen mellan det goda och det onda, antingen på det yttre planet (som när hjälten besegrar en skurk) eller på det inre (som när hjälten övervinner sina egna svagheter).

## Övriga media
Under framför allt 2000-talet har det blivit en trend med spelfilmer om superhjältar. För sådana, se Lista över serier som filmatiserats. För kompletta listor över filmatiseringar av DC Comics och Marvel Comics serier se Lista över filmer baserade på DC Comics respektive Lista över filmer baserade på Marvel Comics.

### Fotnoter
1. ↑  ”Superhjältarna står starka på film” (på svenska). Svenska dagbladet. 24 april 2012. https://www.svd.se/superhjaltarna-star-starka-pa-film. Läst 25 april 2017.